# Референдум
Рефере́ндум (лат. referendum — то, что должно быть сообщено) — форма непосредственного волеизъявления граждан, выражающаяся в голосовании по наиболее значимым вопросам общегосударственного, регионального или местного значения.
Референдум — важнейший институт прямой демократии. Представляет собой непосредственное правотворчество народа. Это один из способов участия общественности в принятии решений, важных для государства и для каждого отдельного гражданина. Принятое человеком решение влияет на результат процедуры и должно быть подкреплено осведомлённостью (информированностью) по данному вопросу.
Условия проведения референдума и его процедура регулируются конституциями и законодательством соответствующих стран.

## Плебисцит
Плебисци́т — (лат. plebiscitum, от лат. plebs — плебс (простой народ) и лат. scitum — решение, постановление) — опрос граждан, как правило, с целью определения судьбы соответствующей территории или других вопросов локального характера.
В конституционном праве термин «плебисцит» сильно различен с наименованием «референдум»: по вопросам регионального и местного значения тоже могут проводиться референдумы (например, при объединении регионов).
По мнению некоторых авторов, разница между референдумом и плебисцитом состоит в том, что референдум проводится по вопросам принятия конституции или законов или по вопросам их отмены, тогда как плебисцит принимается по всем остальным вопросам. Французские авторы придерживаются мнения, что плебисцит принимается по вопросам наделения какого-либо лица верховной властью. Так, мероприятие по предоставлению Наполеону Бонапарту императорского титула во французской литературе XIX века именовалось плебисцитом.
В некоторых странах (например, во Франции) считается синонимом референдума.
Плебисцит в международном праве впервые был применён в эпоху Французской революции: в 1791 жителям Авиньона было предоставлено высказаться в пользу или против присоединения к Франции. Подача голосов производилась открыто, под надзором трёх французских комиссаров, один из которых на вопрос, будет ли гарантирована безопасность вотирующих, отвечал: «опасности нет для тех, которые будут вотировать за присоединение, но я не отвечаю за головы тех, кто будет голосовать за папу». С такими же гарантиями производились плебисциты по вопросу о присоединении Савойи (1792) и Бельгии (1793).

## Виды референдумов
В зависимости от предмета, способа проведения и сферы применения различают: референдум конституционный (на всенародное голосование выносится проект конституции или конституционные поправки) и законодательный (предмет референдума — проект закона), обязательный референдум или факультативный.
При обязательном референдуме проект соответствующего акта подлежит ратификации всем или большей частью избирательного корпуса.
Инициатива проведения факультативного референдума может исходить от избирательного корпуса (Италия), отдельных субъектов федерации (Швейцария) или центральной власти (Франция).
Референдумы бывают признанные, непризнанные, частично признанные различными политическими силами, странами.
От референдума следует отличать широкомасштабные опросы населения, проводимые в формах, близких к референдуму. Эти, так называемые консультативные референдумы, юридической силы не имеют.

## Древний Рим
В Древнем Риме референдум (плебисцит) — постановление, принимаемое собраниями плебеев (до 417 года до н. э. по куриям, потом по трибам).
Возник в начале V века до н. э., в период сословной борьбы патрициев и плебеев. Плебисцит не утверждался сенатом, и сначала его соблюдение было обязательным только для плебеев.
Превращение плебисцита в постановление, обязательное для всего народа, связывают с законом Валерия и Горация (449 год до н. э.), с законом Публия (339 год до н. э.) или с законом Гортензия (287 год до н. э.).
С III века до н. э. понятие «плебисцит» постепенно выходит из употребления и заменяется понятием «закон».

## Некоторые примеры референдумов, проводившихся в различных государствах мира
Акты волеизъявления населения стран по результатам референдумов могут игнорироваться их властями, например, результаты Всеукраинского референдума 2000 года, когда проголосовали около 30 млн украинцев.

### История проведения референдумов в СССР, РСФСР и Российской Федерации
Впервые понятие всенародного опроса появилось в Конституции СССР 1936 года — в ст. 49 указывалось, что «Президиум Верховного Совета СССР производит всенародный опрос (референдум) по своей инициативе или по требованию одной из союзных республик».
Единственный в СССР всесоюзный референдум состоялся 17 марта 1991 года. На него был вынесен вопрос: «Считаете ли вы необходимым сохранение Союза Советских Социалистических Республик как обновлённой федерации равноправных суверенных республик, в которой будут в полной мере гарантироваться права и свободы человека любой национальности?». В референдуме приняло участие 75,44 % граждан СССР, имеющих право голоса. За сохранение СССР высказалось 76,4 % участников опроса. Это, однако, не помешало распаду СССР уже в декабре того же года.
В тот же день — 17 марта 1991 года на территории РСФСР прошёл первый всероссийский референдум о введении поста президента РСФСР. В нём приняло участие 75,09 % граждан РСФСР, из них 69,85 % поддержало это предложение. Через три месяца, 12 июня 1991 года, первым президентом РСФСР был избран Борис Ельцин.
25 апреля 1993 года, во время противостояния президента и Верховного Совета Российской Федерации, прошёл референдум, на который были вынесены четыре вопроса. В референдуме приняли участие 64,51 % избирателей. На вопрос «Доверяете ли вы президенту РФ Борису Ельцину?» ответило «да» 58,66 % голосовавших, на вопрос «Одобряете ли вы социально-экономическую политику, осуществляемую президентом и правительством РФ с 1992 года?» — 53,04 %. За досрочные выборы президента высказалось 49,49 %, за досрочные выборы народных депутатов — 67,16 % от числа проголосовавших, но менее половины от общего числа избирателей. В итоге внеочередных выборов не проводилось, а Верховный Совет РФ был распущен в соответствии с указом президента Бориса Ельцина № 1400 от 21 сентября 1993 года, что привело к развитию кровопролитных столкновений между сторонниками Верховного совета и сотрудниками правоохранительных органов, гибели людей на улицах Москвы, как военных, так и случайных жертв и последующему штурму Дома Советов России 4 октября 1993 года с применением бронетехники.

#### Голосования в Российской Федерации
12 декабря 1993 года, одновременно с выборами в Госдуму первого созыва, прошло всенародное голосование по проекту Конституции России. В голосовании участвовало 54,79 % избирателей, из них 58,42 % поддержало новый Основной закон, который действует по настоящее время с поправками, одобренными в ходе Общероссийского голосования по вопросу одобрений изменений в Конституцию Российской Федерации 1 июля 2020 года.

### Порядок проведения референдума в Российской Федерации

#### Конституция Российской Федерации
Действующая Конституция РФ говорит о референдуме как высшем непосредственном выражении власти народа наряду со свободными выборами (статья 3, часть 3).
Конституция не ограничивает применение референдума определённым кругом вопросов. Наряду с общефедеральным Конституция предусматривает и местный референдум как важный институт местного самоуправления. Проведение референдума на уровне субъектов федерации может быть предусмотрено их конституциями и уставами. В главе о конституционных поправках и пересмотре Конституции предусмотрена возможность референдума для принятия новой Конституции (статья 135, часть 3).

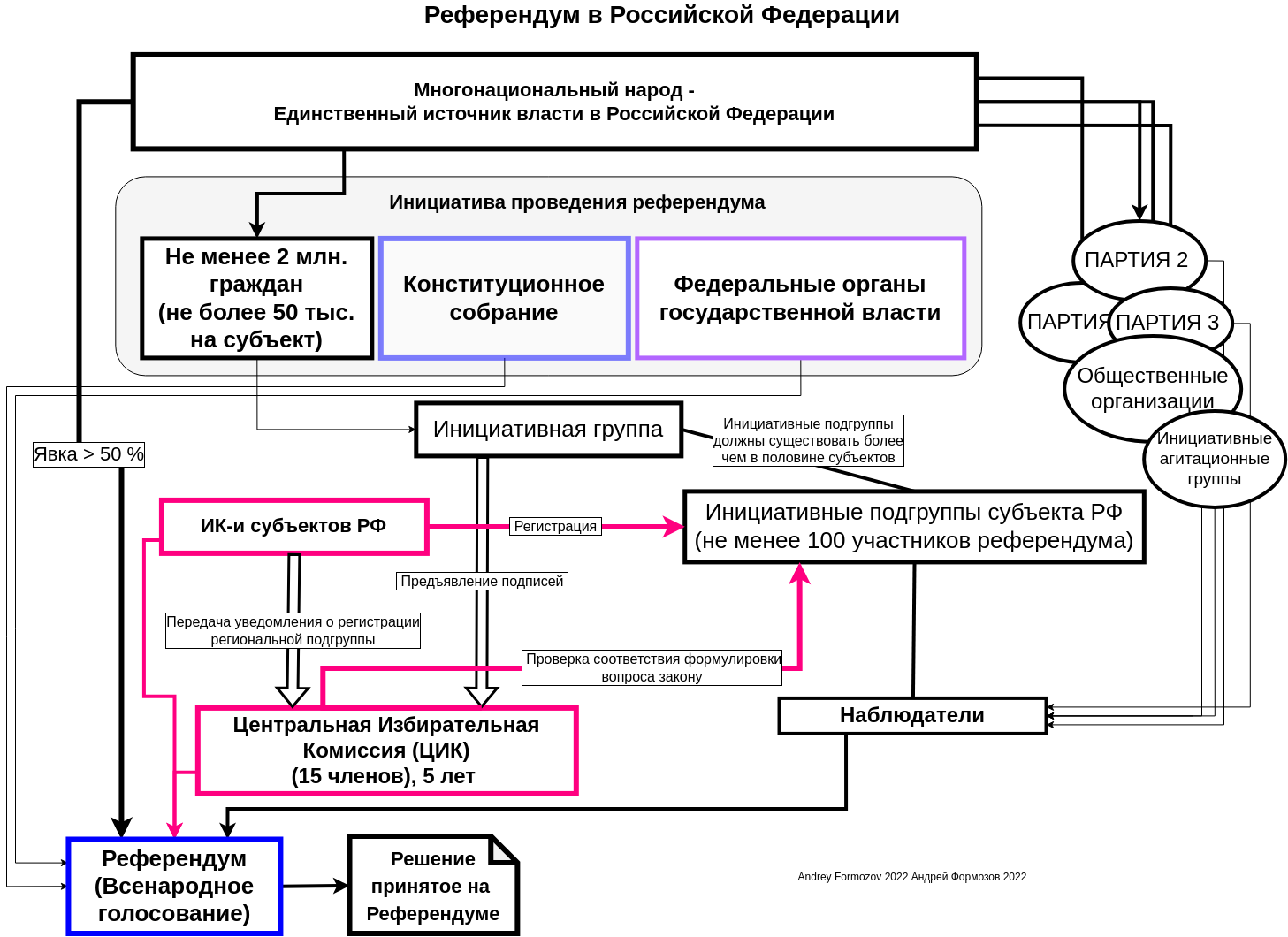
Схема, иллюстрирующая процесс организации и проведения референдума в России

#### Закон России о референдуме
Проведение референдума регулируется Федеральным конституционным законом «О референдуме Российской Федерации», в котором установлено, что инициатива по проведению референдума принадлежит не менее чем 2 млн граждан с охватом многих субъектов федерации; на основании этой инициативы Президент с согласия Конституционного Суда РФ назначает дату референдума. Также инициатором референдума могут быть Федеральные органы государственной власти и Конституционное собрание.
Референдум нельзя проводить одновременно с выборами, а также при чрезвычайном или военном положении. Референдум не проводится в последний год полномочий Президента Российской Федерации, Государственной Думы Федерального Собрания Российской Федерации, а также в период избирательной кампании, проводимой одновременно на всей территории Российской Федерации на основании решения уполномоченного федерального органа. Проведение повторного референдума, то есть референдума по вопросу (вопросам), имеющему (имеющим) по смыслу или содержанию ту же формулировку, что и вопрос (вопросы), голосование по которому (которым) проведено на состоявшемся референдуме, не допускается в течение двух лет со дня официального опубликования (обнародования) его результатов. Референдум считается состоявшимся, если в голосовании приняло участие более половины избирательного корпуса. Результаты определяются по большинству голосов участников референдума.
На данный момент на референдум не могут быть вынесены вопросы:
1. об изменении статуса субъекта (субъектов) Российской Федерации, закреплённого Конституцией Российской Федерации;
2. о досрочном прекращении или продлении срока полномочий Президента Российской Федерации, Государственной Думы Федерального Собрания Российской Федерации, а также о проведении досрочных выборов Президента Российской Федерации, депутатов Государственной Думы Федерального Собрания Российской Федерации либо о перенесении сроков проведения таких выборов;
3. об избрании, о назначении на должность, досрочном прекращении, приостановлении или продлении полномочий лиц, замещающих государственные должности Российской Федерации;
4. о персональном составе федеральных органов государственной власти, иных федеральных государственных органов;
5. об избрании, о досрочном прекращении, приостановлении или продлении срока полномочий органов, образованных в соответствии с международным договором Российской Федерации, либо должностных лиц, избираемых или назначаемых на должность в соответствии с международным договором Российской Федерации, а также о создании таких органов либо назначении на должность таких лиц, если иное не предусмотрено международным договором Российской Федерации;
6. о принятии чрезвычайных и срочных мер по обеспечению здоровья и безопасности населения;
7. отнесённые Конституцией Российской Федерации, федеральными конституционными законами к исключительной компетенции федеральных органов государственной власти[5].

##### Порядок организации референдума (работы комиссий)
Если инициатива референдума принадлежит гражданам РФ, организация референдума осуществляется путем создания инициативных подгрупп в субъектах Российской Федерации, численностью не менее 100 участников на субъект. Инициативные подгруппы проходят регистрацию в избирательных комиссиях субъектов. В случае успешной регистрации в более чем половине субъектов и наличии не менее 2-х миллионов подписей предполагаемых участников референдума (но не более 50 тыс. подписей на субъект РФ), избирательные комиссии субъектов направляют уведомление в центральную избирательную комиссию для дальнейшей регистрации единой инициативной группы и проверки соответствия формулировки вопроса референдума закону.

#### Практика проведения референдумов в современной России на федеральном и региональном уровнях
На федеральном уровне с момента принятия Конституции Российской Федерации 1993 года референдумы не проводились. Различные политические силы — коммунисты, правые, экологи — выдвигали инициативы проведения референдумов по различным вопросам, но все эти инициативы были остановлены на стадии выдвижения.
В 2018 году сразу несколько инициативных групп, включая КПРФ, пытались инициировать всероссийский референдум о повышении пенсионного возраста. ЦИК отказала в проведении такого референдума, обосновав это тем, что предлагаемый для вынесения на референдум Российской Федерации вопрос «Согласны ли Вы с тем, что в Российской Федерации возраст, дающий право на назначение страховой пенсии по старости, повышаться не должен?» не соответствует требованиям части 7 статьи 6 Федерального конституционного закона «О референдуме Российской Федерации» — Вопрос, выносимый на референдум, должен быть сформулирован таким образом, чтобы исключалась возможность его множественного толкования, чтобы на него можно было дать только однозначный ответ и чтобы исключалась неопределённость правовых последствий принятого на референдуме решения.
Согласно федеральному конституционному закону от 17 декабря 2001 года № 6-ФКЗ «О порядке принятия в Российскую Федерацию и образования в её составе нового субъекта Российской Федерации», вопрос об образовании нового субъекта Российской Федерации подлежит вынесению на референдумы заинтересованных субъектов Российской Федерации. В 2003—2007 годах в ряде регионов прошли референдумы об объединении регионов.
Попытка граждан РФ, живущих в Хабаровском крае, провести референдум для оценки изменений границы края (передачи КНР островов Тарабаров и Большой Уссурийский), о доверии губернатору края, давшему письменное согласие на передачу островов и о доверии президенту, подписавшему соглашение, была организована в строгом соответствии с законом (май 2005 г.). Законодательная Дума края отказалась рассматривать документы; а при их повторном направлении отказала в разрешении проводить его.
Попытка организации референдума с целью принятия закона, повышающего ответственность выборных должностных лиц перед избирателями (обязательная оценка их деятельности по завершении срока работы — при проведении выборов нового должностного лица) не удалась. Сначала действия группы активистов были квалифицированы как экстремизм на основании одной из листовок. Затем организацию распустили.
Так как потребность в подобном законе была велика, параллельную работу выполняла группа других граждан — и после запрета деятельности Армии воли народа активные участники перешли в ИГПР «ЗОВ» (созданную задолго до запрета АВН). Однако судья Тверского суда г. Москвы счёл, что переход в другую организацию является прикрытием продолжения экстремистской деятельности, выявленной ранее (хотя единственная листовка, признанная экстремистской, не переиздавалась) — и приговорил трёх активистов к разным срокам лишения свободы. В ходе судебного разбирательства нередко возникали конфликты между посетителями суда и приставами; адвокат одного из обвиняемых попал в НИИ скорой помощи им. Склифосовского с сотрясением мозга после удара головой об сейф (ШКГ 15 баллов).
Объявление о повышении пенсионного возраста (в условиях, когда до прежнего пенсионного возраста не доживает более половины мужчин) вызвало протесты со стороны населения. Были предприняты попытки провести референдум, первой это сделала КПРФ. 27 июля ЦИК отказала в проведении такого референдума, обосновав это тем, что для того, чтобы ответить на задаваемый коммунистами вопрос «Согласны ли вы с тем, что в Российской Федерации возраст, дающий право на назначение страховой пенсии по старости, повышаться не должен?», надо обладать специальными знаниями. 8 и 10 августа 2018 года ЦИК одобрила вопросы для референдума по пенсионной реформе, предложенные пятью инициативными группами, созданными союзом по работе с многодетными семьями, представителями СР, (снова) КПРФ, а также активистами из Нижегородской и Вологодской областей. По сути, это один вопрос «за или против» в разных формулировках, в итоге устроивших ЦИК. Чтобы референдум состоялся, группа-инициатор должна была зарегистрировать свои подгруппы минимум в 43 регионах России и затем собрать 2 млн подписей граждан.
Проблемы конкуренции инициаторов проявились уже в конце августа. В итоге, пассивность подгрупп, кроме зарегистрированных от КПРФ и СР, и бюрократические придирки привели к срыву плебисцита. Сам момент окончательного отказа ЦИК затмила случившаяся в тот же день керченская трагедия.

#### Референдумы на местном (муниципальном) уровнях
С начала 2010-х годов в России часто проводятся референдумы муниципального уровня. Этому способствовало принятие Постановления Правительства Российской Федерации № 1578 «О внесении изменений в правила предоставления и распределения субсидий из федерального бюджета бюджетам субъектов Российской Федерации на поддержку государственных программ субъектов Российской Федерации и муниципальных программ», которое установило следующее:
- Каждый муниципалитет с населением свыше 20 тыс. человек для получения федерального финансирования своего проекта благоустройства парка (сквера) должен вынести его на референдум.

Порядок проведения местного референдума определяется уставом соответствующего муниципального образования — нормативно-правовым актом, регламентирующим порядок осуществления местного самоуправления на конкретной территории.

### Референдумы в Швейцарии
Конституция Швейцарии 2000 года зафиксировала два вида референдумов:
- Обязательный — проводится по вопросам, связанным с изменением Конституции Швейцарии, а также по вопросу вступления Швейцарии в международные структуры. Обязательный референдум проводится либо по инициативе властей, либо по инициативе, подписанной не менее 100 тысячами граждан;
- Факультативный — проводится по любому закону, принятому швейцарским парламентом или по любому международному договору. Для проведения факультативного референдума любой гражданин Швейцарии должен представить 50 тысяч подписей граждан. Также с инициативой о факультативном референдуме может выступить группа из 8 кантонов.

Практика регулярных референдумов существует в Швейцарии с конца XIX века. При этом в большинстве случаев, швейцарцы голосуют против инициатив, выносимых на референдум. Так, из 178 голосований, проведённых в Швейцарии за более, чем сто лет, только 9 принесли поддержку достаточную для законодательной инициативы.

## Критика
Критики отмечают, что референдумы были излюбленным инструментом диктаторов, таких как Адольф Гитлер и Бенито Муссолини. Такие правители зачастую используют референдумы, а также фальшивые выборы для легитимизации своих полномочий. Например, Антониу де Оливейра Салазар в 1933 году, Бенито Муссолини в 1934 году, Адольф Гитлер в 1936 году, Франсиско Франко в 1947 году, Пак Чон Хи в 1972 году и Фердинанд Маркос в 1973 году. Использование плебисцитов Гитлером привело к тому, что после Второй мировой войны в Германии референдумы на федеральном уровне не проводятся.

### Комментарии
1. ↑  Не следует путать с «народным голосованием». Так, в РСФСР, а затем в Российской Федерации проведение референдумов регламентируется законом: Закон РСФСР от 16 октября 1990 года № 241-1 «О референдуме РСФСР» и закон «О референдуме Российской Федерации» (с 1995 года). В случае «народного голосования» правовая база отсутствует.

Пригласительное на референдум по строительству АЭС в Казахстане

### Сноски
1. ↑  Словарь иностранных слов. — М.: «Русский язык», 1989. — 624 с. ISBN 5-200-00408-8
2. ↑  Плебисцит (недоступная ссылка) — статья из юридической энциклопедии.
3. ↑  Водовозов В. Плебисцит // Энциклопедический словарь Брокгауза и Ефрона : в 86 т. (82 т. и 4 доп.). — СПб., 1890—1907.
4. ↑  Плебисцит : [арх. 7 декабря 2022] / Н. А. Сахаров // Большая российская энциклопедия : [в 35 т.] / гл. ред. Ю. С. Осипов. — М. : Большая российская энциклопедия, 2004—2017.
5. ↑  Федеральный конституционный закон о референдуме Российской Федерации. Дата обращения: 21 июня 2013. Архивировано 4 марта 2016 года.
6. ↑  Федеральный конституционный закон от 17.12.2001 г. № 6-ФКЗ «О порядке принятия в Российскую Федерацию и образования в её составе нового субъекта Российской Федерации». Дата обращения: 7 декабря 2008. Архивировано из оригинала 3 октября 2008 года.
7. ↑  Шетилов А.А. Выступление на семинаре-совещании / Беляков О.Б. Материалы семинара-совещания председателей избирательных комиссий субъектов РФ, 30 июня - 1 июля, 2005 г.. — Совершенствование правоприменительной практики при подготовке и проведении выборов и референдумов. Повышение эффективности использования ГАС "Выборы". — Москва: Центральная избирательная комиссия Российской Федерации, 2005. — С. 123—124. — 149 с. — 5000 экз.
8. ↑  Анастасия Курилова. Для журналиста запросили четыре года колонии = Александр Соколов обвиняется в экстремизме по делу о референдуме // Издательский дом «Коммерсантъ» «Коммерсантъ».. — Москва, 2017. — 17 июля. — ISSN 1563-6380.
9. ↑  Журналист РБК Соколов получил 3,5 года колонии по делу об экстремизме. ria.ru. Москва: Российское информационное агентство "РИА Новости" (10 августа 2017). Дата обращения: 6 июня 2019. Архивировано 6 июня 2019 года.
10. ↑  Melissa. Трансляция с заседания суда по делу ИГПР ЗОВ. http://www.rod-pravo.org. Москва: Правозащитный центр «РОД» (декабрь 2016). Дата обращения: 6 июля 2019. Архивировано 6 июня 2019 года.; Интервью очевидцев Архивная копия от 17 декабря 2020 на Wayback Machine
11. ↑  Чиркин А. Пример 4: В московском суде // Насилие как опасный производственный фактор. — 2019. — 10 с. — (Белорусская цифровая библиотека). Проверено 6 июня 2019.
12. ↑  ЦИК не поддержала референдум о пенсионной реформе в России. Дата обращения: 20 апреля 2022. Архивировано 12 августа 2020 года.
13. ↑  ЦИК одобрил инициативу проведения референдума впервые за 25 лет. ТАСС (8 августа 2018). Дата обращения: 8 августа 2018. Архивировано 8 августа 2018 года.
14. ↑  Наталья Корченкова. Если каждый будет изобретать сходный вопрос, то это девальвация идеи референдума. www.kommersant.ru. Москва: Коммерсантъ (29 августа 2018). Дата обращения: 6 июня 2019. Архивировано 10 августа 2018 года.
15. ↑  Е. Кузнецова. ЦИК отказал в проведении референдума о пенсионной реформе. РБК (17 октября 2018). Дата обращения: 17 октября 2018. Архивировано 17 октября 2018 года.
16. ↑  В регионах пройдут референдумы по бордюрам, клумбам и разметке футбольных полей. Власти придумали новый способ контроля явки. Дата обращения: 9 августа 2018. Архивировано из оригинала 9 августа 2018 года.
17. ↑  Государства Альпийского региона и страны Бенилюкс в меняющейся Европе / Под ред. В. Я. Швейцера — М.: Весь Мир, 2009. — С. 137—138.
18. ↑  Государства Альпийского региона и страны Бенилюкс в меняющейся Европе / Под ред. В. Я. Швейцера — М.: Весь Мир, 2009. — С. 138.
19. ↑  Qvortrup, Matt. Direct Democracy: A Comparative Study of the Theory and Practice of Government by the People (англ.). — Manchester: Manchester University Press, 2013. — ISBN 978-0-7190-8206-1.